# RMH
RMH (o R.M.H.) fou una marca valenciana de motocicletes comercialitzades per l'empresa Rafael Mira e Hijos, SRC a València entre 1961 i 1966.
Rafael Mira era el distribuïdor -entre altres marques- de Setter a València, i al seu establiment, situat al número 8 de l'antiga Avenida de José Antonio del cap i casal, també hi venia equipaments per a automoció i agricultura. Amb els anys, Mira decidí de vendre motocicletes amb marca pròpia, arribant a un acord amb Setter pel qual aquest li les fabricava amb marca RMH.

## Característiques
Les RMH anaven equipades amb motors Hispano Villiers de 122 i 197 cc i la seva producció total fou la següent:
- Model A (122 cc): 585 unitats, amb números de xassís compresos entre A-484[a] i A-1069.
- Model M2 (197 cc) : 189 unitats amb números de xassís entre M2-5068 i M2-5257.

Atesa la relació amb el productor elxà, les RMH i les Setter 125 cc eren gairebé idèntiques (ho compartien tot, tret del motor i el característic color vermell de les RMH).